# 陈恩堂
陈恩堂（1963年8月—），男，汉族，出生于安徽蚌埠，籍贯江苏，中共党员，中华人民共和国体育界人士。

## 生平
本科毕业于安徽师范大学获教育学学士学位，研究生毕业于北京体育大学获教育学硕士学位。毕业后曾从事过教师、编辑等工作。1994年进入国家体育总局，历任国家体育总局科教司科技处副处级调研员，综合处调研员，科技处调研员兼副处长，体育经济司综合处处长，科教司科技处处长。2007年3月，任国家体育总局体育经济司副司长。2017年7月，任国家体育总局武术运动管理中心（武术研究院）党委书记、副主任（副院长）。2021年4月，任武术运动管理中心（武术研究院）主任（院长）。
2023年3月，当选中国武术协会第十二届主席。